# Глід одноматочковий
Глід одноматочковий (Crataegus monogyna Jacq.) (місцеві назви — гльод, глод, глід тощо) — кущ або невелике деревце родини розових (Rosaceae) 3-7 м заввишки з колючими червонувато-коричневими гілками. Колючки короткі (до 2 см завдовжки), гострі, міцні. 
Листки чергові, 3 — 7-глибокороздільні, оберненояйцеподібні, зверху темно-зелені, блискучі, зісподу світліші, з восковим нальотом, лопаті їх надрізано-пилчасті. Суцвіття щитоподібні, з трьох-п'яти гілочок, які містять по 10-18 квіток. Оцвітина подвійна, роздільнопелюсткова, п'ятичленна, чашолистки трикутно- або широкоовальні, відігнуті донизу. Віночок білий (до 15 мм у діаметрі), тичинок багато, маточка одна, стовпчик один, прямий, зав'язь напівнижня.
Плід — видовжено-яйцеподібний, рідше кулястий (8 — 10 мм завдовжки), червоний, коричнево-червоний або жовтуватий, з однією кісточкою й солодкуватим м'якушем.
Росте в підліску мішаних і листяних лісів, частіше на узліссях, лісових галявинах, на схилах річкових берегів і балок, у байрачних лісах. Світлолюбна, морозостійка, солевитривала рослина. цвіте у травні, плоди достигають у вересні — жовтні.
Поширений по всій Україні. Для промислової заготівлі придатні всі види глоду, що зростають в Україні. Райони заготівель доцільно зосередити в Сумській, Полтавській, Харківській, Луганській, Донецькій, Дніпропетровській, Черкаській, Вінницькій, Хмельницькій, Одеській, Чернівецькій, Волинській, Львівській, Рівненській, Івано-Франківській, Закарпатській областях. Запаси сировини значні.

## Практичне використання
Лікарська, харчова, медоносна, фарбувальна, декоративна рослина.
У науковій медицині використовують плоди і квітки глоду — Fructus et Flo.res Crataegi. 3 плодів готують рідкий екстракт, який входить до складу кардіовалену. Препарати з глоду знижують збудження нервової системи, тонізуюче діють на серцевий м'яз, посилюють кровообіг у коронарних судинах серця і судинах мозку, знижують кров'яний тиск, знімають болі в області серця.
У народній медицині плоди використовують при різних хворобах серця, при гіпертонії, головному болю. Квітки використовують при серцевих хворобах, нервових збудженнях, запамороченні голови, у період клімактерію.
У квітках містяться кратегусова кислота, флавони, кверцин, каротин, органічні кислоти й вітамін С.
Плоди глоду їстівні, особливо після заморозків, вони містять цукри (10-15%), яблучну кислоту, дубильні, фарбувальні, пектинові та інші речовини. 3 них готують киселі, інколи консервують з цукром, сушені плоди вживають як сурогат чаю.
Глід одноматочковий належить до пізньовесняних медоносів і пилконосів, його охоче відвідують бджоли. Нектар глоду містить в основному глюкозу, є й сахароза. Цукристість нектару до 18%. Одна квітка містить 0,466 мг цукру, не більше як у горобини і соняшника. На глоді іноді попелиці виділяють падь. Кора глоду придатна для фарбування тканин у червоний і коричневий кольори. Деревина дуже щільна, міцна, важка, червонуватого кольору, придатна для токарних виробів і виготовлення держаків для ручних знарядь і інструментів.

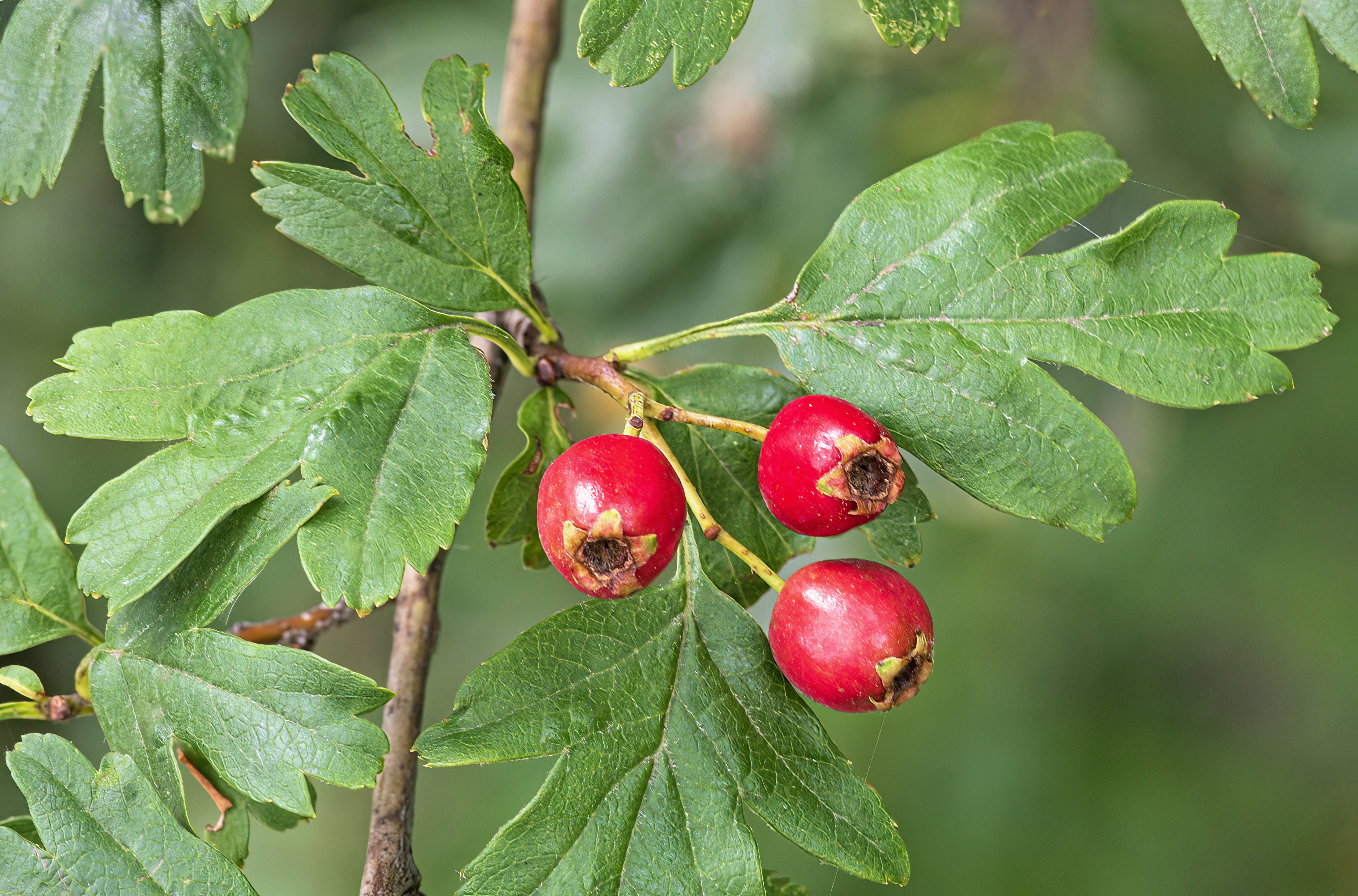
Плоди глоду одноматочкового

Глоди часто використовують для створення живоплотів і як підщепи при розведенні груш, яблунь, слив. Не рекомендується розводити глід поблизу фруктовик садів у зв'язку з тим, що він уражується такими ж шкідниками, як і культурні плодові породи.

## Збирання, переробка та зберігання
Квітки збирають на початку цвітіння, зриваючи або зрізуючи секаторами суцвіття, і нещільно складають у кошики. Сушать швидко, розстилаючи тонким шаром на тканині або папері на горищах під залізним дахом або під наметами з достатньою вентиляцією. Пакують у фанерні ящики, вистелені папером, по 10-15 кг.
Плоди збирають восени, обриваючи руками, складають у кошики. Сушать у печах або сушарках при температурі 50-60°, розстилаючи їх тонким шаром. Сухі плоди пакують у мішки вагою по 40-50 кг. Строк зберігання — вісім років.
Потребує бережливого використання.